# Забелло (малороссийское дворянство)
Забела, Забелло (пол. Zabiała, укр. Забіла) — малороссийский казацко-старшинский дворянский род, происходящий из древней шляхты Черниговской земли.

## История
Род Забел герба Остоя берёт начало от Михаила Забелы, жившего во второй половине XVI—начале XVII века и его сыновей: Петра, генерального обозного Войска Запорожского, и Константина, Борзенского городового атамана.
Его сын — Пётр Забела (Забелло) — родоначальник в своё время видного в левобережной Малороссии рода Забела. Малороссийский казацкий военный и государственный деятель, магнат.
Внук Степан Петрович Забела (?— 1694) — государственный и военный деятель эпохи Гетманщины. Генеральный хорунжий при гетмане Войска Запорожского на Левобережной Украине Иване Самойловиче.
Василий Петрович Забела (? — 1690) — был генеральным хорунжим Войска Запорожского.
Один из его внуков — Иван был знатным войсковым товарищем (1713 г.), хорунжим генеральной войсковой артиллерии (1713—1733).
Род Забелло внесён во II и III части родословных книг Черниговской и Полтавской губерний малороссийского дворянства.